# Eptatretus burgeri

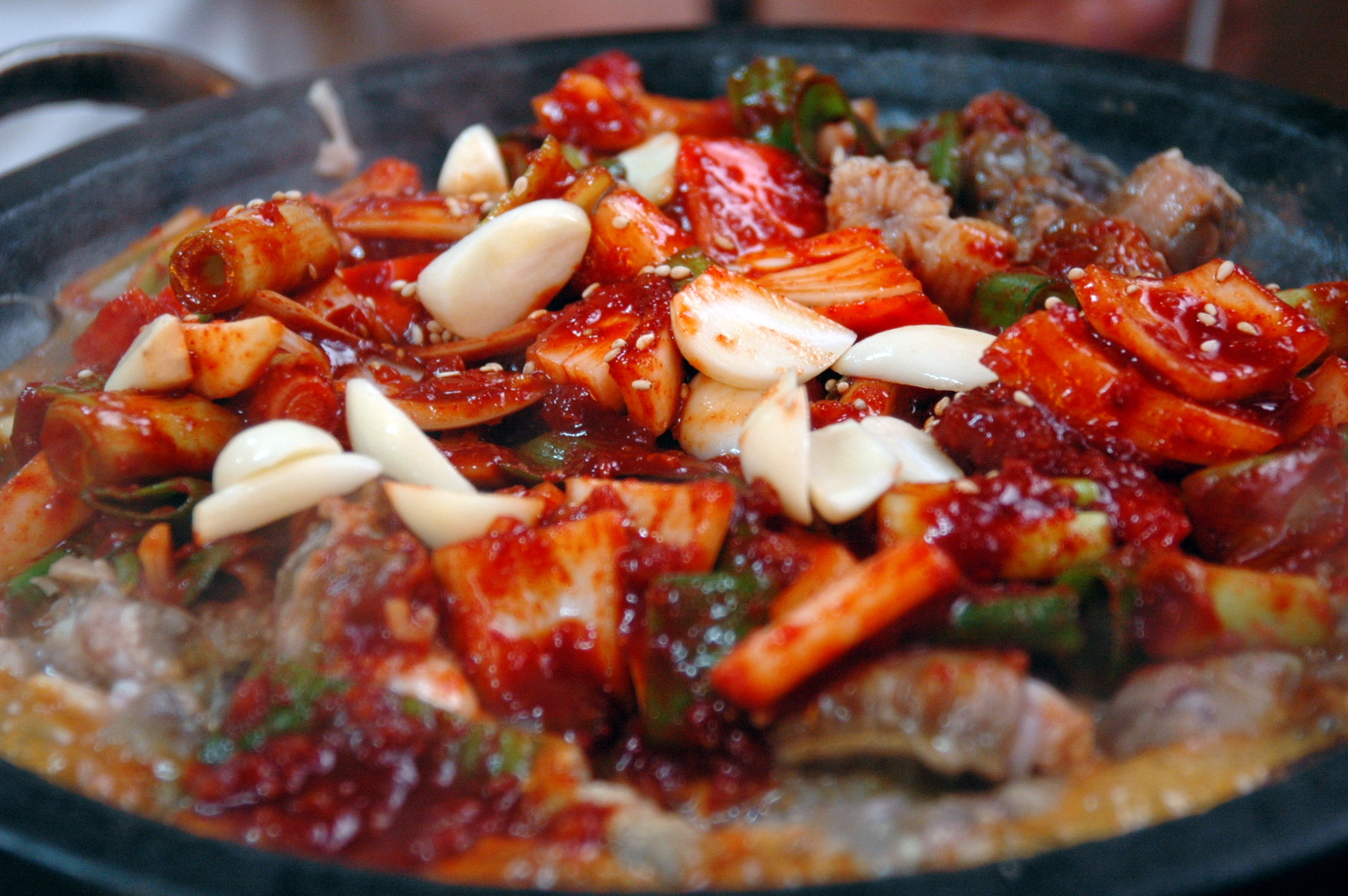
Koreai ételként (kkomdzsango pokkum

Az Eptatretus burgeri a nyálkahalak (Myxini) osztályába tartozó faj.

## Előfordulása
A Csendes-óceán északnyugati részében honos, elterjedési területe Japán-tengertől Tajvanig húzódik. Megtalálható a part menti zónában, 10–270 méter közötti mélységben. Nem vándorló.

## Megjelenése
Maximális testhossza 60 cm. Hat pár kopoltyúnyílása van.

## Életmódja
Általában a tenger iszapjába fúródva élnek, a mélyebb vizekbe időszakosan, ívás céljából vándorolnak. Az egyetlen nyálkahal, amely szezonális szaporodási ciklust követ.

## Felhasználása
A nyálkahalakat általában fogyasztás céljára nem használják, de ez a faj Japánban és a Koreai-félszigeten ételként szolgál.
Bőrét Koreában feldolgozzák „angolnabőrré”, és világszerte exportálják.

## Külső hivatkozások
- A faj adatlapja a FishBase oldalán. FishBase

## Fordítás
- Ez a szócikk részben vagy egészben  az   Inshore hagfish című angol Wikipédia-szócikk fordításán alapul.  Az eredeti cikk szerkesztőit annak laptörténete sorolja fel. Ez a jelzés csupán a megfogalmazás eredetét és a szerzői jogokat jelzi, nem szolgál a cikkben szereplő információk forrásmegjelöléseként.